# La soldadera
La soldadera es una película mexicana, dirigida por José Bolaños y estrenada en 1967. Fue protagonizada por Silvia Pinal.

## Argumento
En medio de la Revolución Mexicana, Juan (Jaime Fernández) y Lázara (Silvia Pinal), se casan en Bernal. su vida cambia cuando Juan es enrolado como soldado de leva en la estación donde la pareja espera el tren para hacer su viaje de luna de miel. Lázara sigue a Juan en los desplazamientos de la tropa hasta que él muere en un combate contra los villistas. Lázara sigue ahora al general villista, Nicolás (Narciso Busquets), quién la hace su mujer. Lázara desea en vano tener una casa y tiene una hija de Nicolás, el cual muere en un encuentro con los carrancistas cerca de la capital. Lázara sigue a un hombre del bando vencedor, el de los carrancistas, y su vida se convierte en un calvario, pues durante el resto de la guerra, está condenada a vivir errante y no establecerse en algún sitio.

## Reparto
- Silvia Pinal ... Lázara
- Jaime Fernández... Juan
- Narciso Busquets ... Nicolás
- Pedro Armendáriz Jr. ... Isidro
- Sonia Infante ... Micalea
- Víctor Manuel Mendoza ... Mayor Castro
- Chavela Vargas ... Ángela
- Aurora Clavel ... Victoria

## Recepción
Es considerada por Tomás Pérez Turrent como una "perspectiva crítica aunque ahistórica de un aspecto de la Revolución Mexicana". La soldadera fue reconocida como una mujer valerosa que acompañó a su hombre en un sacrificio patriótico.